# Richmond Hill (Queens)
Richmond Hill è un quartiere residenziale e commerciale del distretto newyorkese del Queens, negli Stati Uniti d'America. I confini del quartiere sono Kew Gardens a nord, Jamaica a est, South Ozone Park a sud e Woodhaven e Ozone Park a est.

## Demografia
Secondo i dati del censimento del 2010 la popolazione di Richmond Hill era di 62 982 abitanti, sostanzialmente stabile rispetto ai 62 985 del 2000. La composizione etnica del quartiere era: 27,4% (17 252) asioamericani, 11,2% (7 078) bianchi americani, 11,1% (6 960) afroamericani, 1,0% (657) nativi americani, 0,2% (116) nativi delle isole del Pacifico, 6,6% (4 139) altre etnie e 6,6% (4 136) multietinici. Gli ispanici e latinos di qualsiasi etnia erano il 36,0% (22 644). La maggior parte degli ispanici provengono dalla Guyana e da Trinidad e Tobago, tanto che Richmond Hill è nota anche come "Little Guyana-Trinidad and Tobago", mentre gli asiatici provengono in gran parte dal Punjab.
Vi sono luoghi di culto di religione cattolica, protestante, ortodossa, sikh, hindu, ebraica e musulmana.

## Trasporti
Il quartiere è servito dalla metropolitana di New York attraverso diverse stazioni:
- 121st Street, 111th Street e 104th Street della linea BMT Jamaica, dove fermano i treni delle linee J e Z;
- Jamaica-Van Wyck della linea Archer Avenue, dove fermano i treni della linea E;
- Ozone Park-Lefferts Boulevard della linea IND Fulton Street, dove fermano i treni della linea A.